# Føderalisme
Føderalisme (af latin foedus, foedera, "forbund") er et organisationsprincip og en politisk filosofi. Som organisationsprincip indebærer føderalisme at enheder, selv om de bevarer en vis grad af selvbestemmelse, er bundet sammen med en fælles ledelse eller regering. Mange stater i verden har en føderal struktur, f.eks. USA, Tyskland og Indien. Føderalisme som politisk filosofi er specielt påvirket af politisk katolicisme, og har som mål både at fremme lokalt demokrati og internationalt samarbejde.